# Дригин Сад
Дри́гин Сад (рос. Дрыгин Сад) — селище у складі Червоногвардійського району Оренбурзької області, Росія.

## Населення
Населення — 49 осіб (2010; 76 у 2002).
Національний склад (станом на 2002 рік):
- росіяни — 83 %